# Karmeliterkloster Stettin
Das Kloster St. Anna (auch Weißes Kloster) war ein Kloster der Karmeliten in Stettin, heute Szczecin, in Pommern im 15. und 16. Jahrhundert.

## Lage
Das Kloster befand sich in der Altstadt auf einem kleinen Hügel (Berg Karmel) in der späteren Mönchenstraße zwischen Wollweberstraße und Roßmarkt. Es bestand im 16. Jahrhundert aus dem Chor der St. Annenkirche, drei steinernen Buden, einem ärmlichen Konventsgebäude und einem Garten, der von einer Mauer umgeben war. Von dieser Anlage ist heute nichts mehr erhalten. Zeitweilig lebten die Mönchen vor den Toren der mittelalterlichen Stadt an der St. Gertraudenkirche.

## Geschichte
Wann das Kloster gegründet wurde, ist unbekannt. 1441 beantragten die Mönche, dass ihr Gelände erweitert werden könnte. Nach Beschwerden der Stadt beim Papst bekamen sie 1469 das Angebot, vor der Stadt ein Kloster zu errichten. Auf Grund einer zu feuchten und niedrigen Lage kehrten die Mönche aber bald wieder an den alten Standort zurück. 1509 wurde der Chor der St. Annenkirche fertiggestellt.
Ob das Kloster nach 1535 säkularisiert wurde, ist unklar. 1541 gaben sechs Mönche zwei Buden am Kloster an den Rat der Stadt.
1550 wurde im ehemaligen Kloster eine Stadtschule eröffnet, das spätere Rats-Lyzeum. 1839 wurde dieses geschlossen.